# Dobrovítov (tvrz)
Dobrovítov je tvrz ve stejnojmenné vesnici  jižně od Čáslavi v okrese Kutná Hora ve Středočeském kraji. Střídavě bývala vrchnostenským sídlem malého panství nebo součástí větších majetků. Od sedmnáctého století sloužila především potřebám přilehlého hospodářského dvora a od první čtvrtiny dvacátého století jako obytný dům. Tvrz je chráněna jako kulturní památka.

## Historie
První písemná zmínka o tvrzi v Dobrovítově pochází z roku 1533. Tehdy byla vrchnostenským sídlem drobného statku, který Jiří Dobrovítovský z Újezda odkázal svým vnukům Václavovi a Jiřímu Špetlům z Prudic a jejich nevlastnímu bratru Janovi. Panství se skládalo ze vsi, tvrze, poplužního dvora, selských dvorů v Dědicích a Hlohově a pustých dvorů  Prosičky a Suchotlesky. Někdy v té době byla postavena renesanční tvrz. Starší gotické sídlo stávalo nejspíš východně od kostela svatého Václava v místech, kde se nachází rozlehlé a hluboké gotické sklepy, jejichž vchod byl roku 1972 zasypán.
Poručníkem Václava a Jiřího Špetlů byl jejich otec Jan, který ke statku přikoupil pustou tvrz Vrbku s dalšími vesnicemi. Nejspíše roku 1542 se Jiří Špetle oženil s Evou z Kopryc, která od tchána dostala, pro případ Jiřího smrti, věno ve výši tří set kop grošů. Podle zápisu v zemských deskách z roku 1560 Jiří Špetle prodal Dobrovítov s příslušenstvím rýnskému falckraběti Arnoštovi Bavorskému, který vlastnil také nedalekou Vrbici. Arnošt v Dobrovítově nesídlil a po jeho smrti v roce 1560 statek připadl jako odúmrť králi Ferdinandovi I. Král vzápětí panství přenechal Albrechtovi Bavorskému, kterého v roce 1561 zažalovala Arnoštova sestra Sabina, aby získala bratrův majetek včetně Dobrovítova a Vrbice. Soud však rozhodl, že dědické právo se nevztahuje na cizince, a obě vsi zůstaly Albrechtovi. V roce 1567 Dobrovítov koupila královská komora a císař Maxmilián II. jej v roce 1571 prodal za 8 500 kop českých grošů Martinu Hanušovi Šaratickému ze Šaratic.
Za Šaratických ze Šaratic se dobrovítovská tvrz snad stala znovu panským sídlem a rodina na tvrzi žila do roku 1604, kdy koupila hrad Chlum. Podle Tomáše Šimka však byla jejich hlavním sídlem tvrz ve Vrbici. Dědicem Dobrovítova se stal Jan Hanuš ze Šaratic, který se roku 1598 oženil s Johankou ze Stropína na Brloze. Dobrovítovský statek rozšířil o Dědice a Hostkovice, ale když v roce 1608 koupil Chlum, přestěhoval se na něj a učinil z hradu centrum panství. Jan Hanuš zemřel v roce 1610 a v Dobrovítově poté prokazatelně bydlela vdova Johanka, podruhé provdaná za Buriana Šlibovského ze Skřivan.
Po Johančině smrti v roce 1617 Dobrovítov od Buriana Šlibovského koupila ovdovělá Zuzana Salavová ze Šaratic. Události třicetileté války statek těžce poznamenaly, a samotná tvrz byla v letech 1620–1627 několikrát vypleněna. Zadlužená Zuzana proto Dobrovítov i Chlum prodala za 13 000 kop míšeňských grošů Marii Magdaleně Trčkové z Lípy, která je připojila ke Krchlebům.
Tvrz znovu ztratila sídelní funkci, ale nadále byla udržována a sloužila potřebám hospodářského dvora. V roce 1636 dobrovítský statek dostal Walter Deveroux jako odměnu za vraždu Albrechta z Valdštejna. K panství tehdy patřily dvě tvrze, tři dvory a jedenáct vesnic, ale berní rula z roku 1654 u statku uvádí pouze devět vesnic. Od roku 1651 jej vlastnil Ferdinand Robmhap. Robmhapové nechali tvrz upravit na sídlo správy statku. V roce 1699 Dobrovítov koupila Marie Barbora Pöttingová, rozená ze Šternberka a od roku 1739 vesnice se dvorem patřila k tupadelskému panství Auerspergů. Jejich rod potom ve dvoře hospodařil až do roku 1924, kdy byla tvrz přestavěna na byty.

## Stavební podoba
Tvrz je jednopatrová budova s půdorysem ve tvaru písmena T. Má sedlovou střechu a nezdobené novodobé fasády, na nichž byly před rokem 1962 patrné fragmenty sgrafitové výzdoby. V interiéru se však dochovaly renesanční architektonické prvky ze druhé poloviny šestnáctého století. Místnosti v přízemí mají valené klenby se styčnými trojbokými výsečemi a hřebínky. Podle popisu z roku 1628 byly ve tvrzi čtyři světnice, komory, kamenice, kuchyně, spižírna, sklep, k tvrzi náležel i rybník. Přízemí bylo kamenné, ale první patro se světnicemi bylo ze dřeva. Rybník sloužil k napouštění příkopu. K památkově chráněnému areálu tvrze patří také torzo hospodářské budovy.